# سراج‌الدین حسنوف
سراج‌الدین حسنوف (به انگلیسی: Sirojiddin Khasanov؛ زادهٔ ۲ سپتامبر ۱۹۹۵) یک کشتی‌گیر اهل ازبکستان است.
از افتخارات وی می‌توان به کسب مدال یزنز بازی‌های آسیایی ۲۰۱۸ اشاره کرد.